# Sara Guerra
Sara Guerra (ur. 1988) – andorska lekkoatletka specjalizująca się w skoku o tyczce oraz biegach sprinterskich.
Swój rekord życiowy na otwartym stadionie (2,40) ustanowiła w 2005 podczas rozegranych w Andorze igrzysk małych państw Europy. Rok później reprezentowała Andorę na II lidze Pucharu Europy w Bańskiej Bystrzycy, sztafeta 4 x 100 metrów z Guerrą na pierwszej zmianie nie ukończyła biegu. Wielokrotna mistrzyni Andory w różnych konkurencjach.

## Rekordy życiowe
- skok o tyczce (stadion) – 2,40 (2005)
- skok o tyczce (hala) – 2,65 (2005) były rekord Andory